# میناموتو نو یوشی‌تسونه (مجموعه تلویزیونی تایگا)
میناموتو نو یوشیتسونه (به ژاپنی: 源義経)؛ نام یک مجموعه تلویزیونی تاریخی و چهارمین سری از فیلم‌های مجموعه تلویزیونی تایگا است. این مجموعه ۵۲ قسمت دارد و توسط ان‌اچ‌کی در سال ۱۹۶۶ میلادی پخش شده‌است. داستان این مجموعه در مورد میناموتو نو یوشیتسونه (۱۱۵۹ – ۱۱۸۹) یک فرمانده نظامی از خاندان میناموتو است.